# George Davis (acteur)
Pour les articles homonymes, voir Davis et George Davis.
George Davis, né le 7 novembre 1889 à Amsterdam (Pays-Bas) et mort le 19 avril 1965 à Los Angeles (quartier de Woodland Hills, Californie), est un acteur américain d'origine néerlandaise.

## Biographie
Émigré dans sa jeunesse aux États-Unis, George Davis y débute au théâtre, notamment dans le répertoire du vaudeville, et apparaît à Broadway (New York) dans trois revues, respectivement en 1916-1917 (The Big Show, avec Una Merkel et Anna Pavlova), en 1918-1919, et enfin en 1921-1922 (Get Together, chorégraphié par et avec Michel Fokine).
Au cinéma, comme second rôle de caractère ou dans des petits rôles non crédités, il contribue à près de trois-cents films américains (dont une quarantaine de courts métrages, principalement durant la période du muet), le premier sorti en 1914.
Parmi ses films notables, mentionnons Le Cirque de Charlie Chaplin (1928, avec le réalisateur et Al Ernest Garcia), La Piste des géants de Pierre Courderc (version française du western The Big Trail, 1931, avec Gaston Glass et Jeanne Helbling), La Roulotte rouge d'Henry King (1940, avec Henry Fonda et Dorothy Lamour), ou encore Un Américain à Paris de Vincente Minnelli (1951, avec Gene Kelly et Leslie Caron). Son dernier film est T'es plus dans la course, papa ! de Bud Yorkin (1963, avec Frank Sinatra et Lee J. Cobb).
À noter qu'outre La Piste des géants précitée, il apparaît dans plusieurs autres versions alternatives françaises de films américains, comme Le Spectre vert de Jacques Feyder et Lionel Barrymore (1930, avec André Luguet et Jetta Goudal), L'Athlète incomplet de Claude Autant-Lara (1932, avec Douglas Fairbanks Jr. et Carrie Daumery), et Caravane d'Erik Charell (1934, avec Charles Boyer et Annabella).
À la télévision américaine, George Davis collabore à sept séries, depuis Cisco Kid (deux épisodes, 1951) jusqu'à Combat ! (deux épisodes, 1963), en passant entre autres par Perry Mason (un épisode, 1958). Deux ans après sa dernière série, il meurt à 75 ans, en 1965.

## Théâtre à Broadway (intégrale)
(revues)
- 1916-1917 : The Big Show, musique et direction musicale de Raymond Hubbell, lyrics de John L. Golden, sketches et mise en scène de R. H. Burnside
- 1918-1919 : Everything, musique d'Irving Berlin et John Philip Sousa, lyrics de John L. Golden, sketches et mise en scène de R. H. Burnside
- 1921-1922 : Get Together, musique de divers compositeurs (dont Mili Balakirev et Amilcare Ponchielli), chorégraphie de Michel Fokine, mise en scène de R. H. Burnside

## Filmographie partielle

### Cinéma

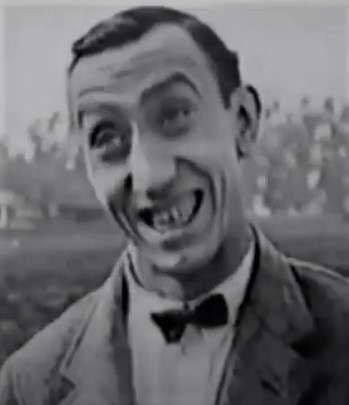
Dans His First Car (1924)

- 1919 : Hors de la brume (Out of the Fog) d'Albert Capellani : Brad Standish
- 1923 : Les Trois Âges (Three Ages) de Buster Keaton et Edward F. Cline : un soldat romain agressé
- 1924 : His First Car de William Goodrich (court métrage) : le second mari campeur
- 1924 : Larmes de clown (He Who Gets Slapped) de Victor Sjöström : un clown
- 1924 : Sherlock Junior (Sherlock, Jr.) de Buster Keaton : un conspirateur
- 1925 : Le Fantôme de l'Opéra (The Phantom of the Opera) de Rupert Julian : un garde devant la porte de Christine
- 1926 : My Stars de William Goodrich (court métrage) : le majordome
- 1927 : La Flamme d'amour (The Magic Flame) de Henry King : l'ouvrier d'entretien
- 1928 : Le Cirque (The Circus) de Charlie Chaplin : le professeur Bosco, magicien
- 1928 : L'Innocente (The Awakening) de Victor Fleming : l'ordonnance
- 1928 : Les Quatre Diables (Four Devils) de Friedrich Wilhelm Murnau : le clown agressif
- 1929 : Broadway (titre original) de Paul Féjos : Joe, un serveur
- 1929 : La Bataille des dames (en) (Devil-May-Care) de Sidney Franklin : le valet
- 1929 : Sin Sister de Charles Klein
- 1929 : Le Baiser (The Kiss) de Jacques Feyder : le détective Durant
- 1930 : Dulcy (Not So Dumb) de King Vidor : Perkins
- 1930 : Men of the North de Hal Roach
- 1930 : Le Spectre vert de Jacques Feyder et Lionel Barrymore (version française de The Unholy Night (en)) : l'ordonnance
- 1930 : Le Désir de chaque femme (A Lady to Love) de Victor Sjöström : Giorgio
- 1931 : C'est mon gigolo (Just a Gigolo) de Jack Conway : Pierre, un serveur
- 1931 : La Piste des géants de Pierre Couderc (version français de The Big Trail) : Pepin
- 1931 : Laugh and Get Rich de Gregory La Cava
- 1931 : The Common Law de Paul L. Stein : Charles, le majordome de Dick
- 1931 : Le Petit Café de Ludwig Berger (version française de Playboy of Paris (en)) : Paul Michel
- 1931 : Vies privées (Private Lives) de Sidney Franklin : Bell Hop
- 1931 : Échec au roi d'Henry de La Falaise et Léon d'Usseau (version française de La Princesse amoureuse) : Phipps, laquet du roi
- 1931 : Buster se marie (Parlor, Bedroom and Bath) d'Edward Sedgwick : le jardinier
- 1931 : Le Procès de Mary Dugan de Marcel de Sano (version française de The Trial of Mary Dugan) : le garçon d'ascenseur
- 1931 : L'Homme que j'ai tué (Broken Lullaby) d'Ernst Lubitsch : le concierge
- 1931 : Révolte dans la prison de Paul Fejos et George W. Hill (version française de The Big House) : Putnam
- 1932 : Arsène Lupin (titre original) de Jack Conway : un détective adjoint
- 1932 : Le Plombier amoureux de Claude Autant-Lara (version française de The Passionate Plumber)
- 1932 : Le Revenant (The Man from Yesterday) de Berthold Viertel : le chauffeur de taxi français
- 1932 : Une heure près de toi (One Hour with You) d'Ernst Lubitsch et George Cukor : un chauffeur de taxi
- 1932 : Comme tu me veux (As You Desire Me) de George Fitzmaurice : le majordome de Salter
- 1932 : L'Athlète incomplet de Claude Autant-Lara (version française de Boy Makes Good) : Bavette
- 1932 : Aimez-moi ce soir (Love Me Tonight) de Rouben Mamoulian : Pierre Dupont
- 1933 : Une soirée à Vienne (Reunion in Vienna) de Sidney Franklin : un serveur
- 1934 : L'Impératrice rouge (The Scarlet Empress) de Josef von Sternberg : le bouffon
- 1934 : Caravane d'Erik Charell (version française de Caravan) : le majordome
- 1934 : La Joyeuse Divorcée (The Gay Divorcee) de Mark Sandrich : le premier serveur français
- 1935 : Le Secret magnifique (Magnificent Obsession) de John M. Stahl : un chauffeur de taxi
- 1935 : La Veuve joyeuse d'Ernst Lubitsch (version française de The Merry Widow) : l'ordonnance
- 1935 : Je te dresserai (In Person) de William A. Seiter : un chauffeur de taxi
- 1936 : Désir (Desire) de Frank Borzage : le garagiste français
- 1936 : Au seuil de la vie (The Devil Is a Sissy) de W. S. Van Dyke et Rowland Brown : Charlie, le propriétaire du restaurant
- 1936 : Suzy (titre original) de George Fitzmaurice : le barman français
- 1936 : La Fièvre des tropiques (His Brother's Wife) de W. S. Van Dyke : le laitier
- 1936 : Une fine mouche (Libeled Lady) de Jack Conway : un serveur
- 1936 : Bonne Blague (Wedding Present) de Richard Wallace : un serveur
- 1936 : Loufoque et Cie (Love on the Run) de W. S. Van Dyke : un sergent de police
- 1937 : Café Métropole (Café Metropole) d'Edward H. Griffith : un gendarme devant le café
- 1937 : À Paris tous les trois (I Met Him in Paris) de Wesley Ruggles : le chauffeur de déneigeuse
- 1937 : Le Secret des chandeliers (The Emperor's Clandesticks) de George Fitzmaurice : un serveur
- 1937 : My Dear Miss Aldrich de George B. Seitz
- 1937 : Ange (Angel) d'Ernst Lubitsch : le premier chauffeur de taxi
- 1937 : Marie Walewska (Conquest) de Clarence Brown : un grenadier
- 1937 : Cette nuit est notre nuit (Tovarich) d'Anatole Litvak : un gendarme
- 1938 : La Baronne et son valet (The Baroness and the Butler) de Walter Lang : un technicien radio
- 1938 : Le Retour d'Arsène Lupin (Arsène Lupin Returns) de George Fitzmaurice : un garde sur le quai
- 1938 : Adieu pour toujours (Always Goodbye) de Sidney Lanfield : le chauffeur de taxi français
- 1938 : La Huitième Femme de Barbe-Bleue (Bluebeard's Eighth Wife) d'Ernst Lubitsch : Maurice, le deuxième porteur
- 1938 : Miss Catastrophe (There's Always a Woman) d'Alexander Hall : un serveur
- 1938 : Fantômes en croisière (Topper Takes a Trip) de Norman Z. McLeod : le chauffeur de taxi français

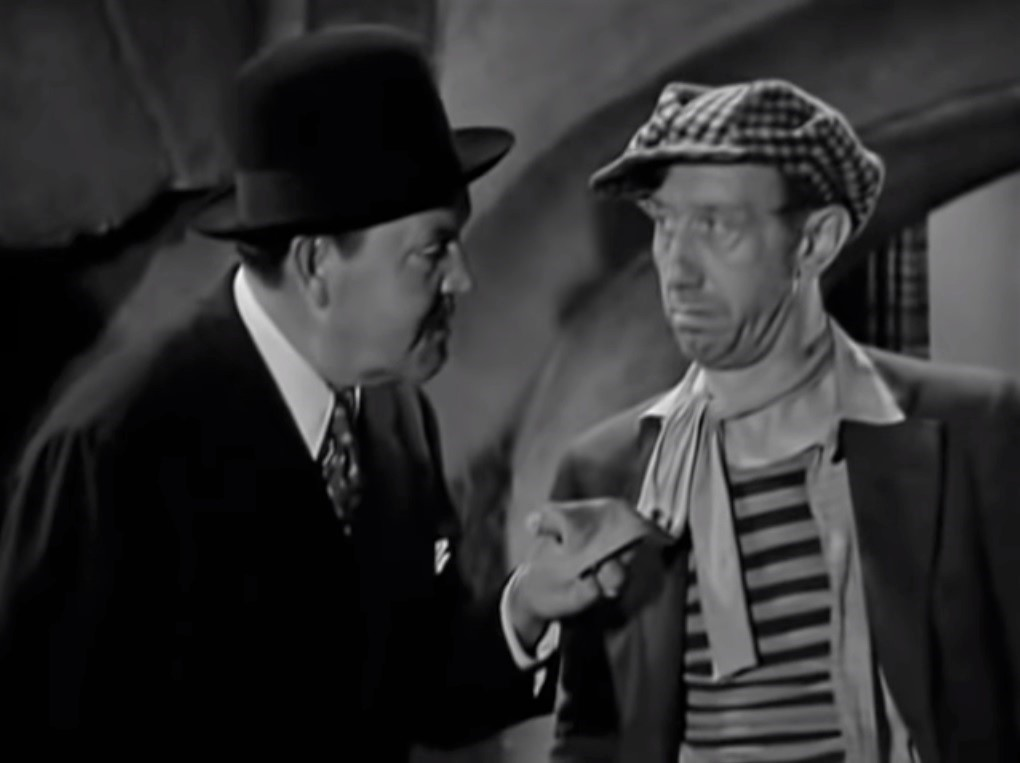
Dans la cité obscurcie (1939),
avec Sidney Toler (à g.) et George Davis

- 1939 : Dans la cité obscurcie (City in Darkness) d'Herbert I. Leeds : Alex
- 1939 : Ninotchka d'Ernst Lubitsch : un porteur à la gare
- 1939 : Agent double (Espionage Agent) de Lloyd Bacon : un gendarme suisse
- 1940 : La Roulotte rouge ou La Belle Écuyère (Chad Hanna) d'Henry King : Pete Bostock
- 1941 : Lady Hamilton (That Hamilton Woman) d'Alexander Korda : un gendarme
- 1941 : Ève a commencé (It Started with Eve) d'Henry Koster : un serveur
- 1942 : Ma femme est un ange (I Married an Angel) de W. S. Van Dyke : un vendeur ambulant
- 1942 : Pour moi et ma mie (For Me and My Gal) de Busby Berkeley : un chauffeur de taxi français
- 1943 : Un commando en Bretagne (Assignment in Brittany) de Jack Conway : Nestor
- 1943 : Bomber's Moon d'Edward Ludwig et Harold D. Schuster : un français
- 1943 : Mission à Moscou (Mission to Moscow) de Michael Curtiz : un journaliste français
- 1943 : Convoi vers la Russie (Action in the North Atlantic) de Lloyd Bacon : un marin allemand
- 1943 : Un espion a disparu (Above Suspicion) de Richard Thorpe : un propriétaire
- 1944 : Passage pour Marseille (Passage to Marseille) de Michael Curtiz : Jacques, un serveur
- 1944 : Les Blanches Falaises de Douvres (The White Cliffs of Dover) de Clarence Brown : un garçon d'hôtel
- 1944 : Voyage sans retour (Till We Meet Again) de Frank Borzage : Gaston, un serveur
- 1945 : Sans amour (Without Love) d'Harold S. Bucquet : le concierge
- 1945 : Les Dolly Sisters (The Dolly Sisters) d'irving Cummings : le jongleur français
- 1945 : Week-end au Waldorf (Week-End at the Waldorf) de Robert Z. Leonard : un secrétaire
- 1945 : Night Club Girl d'Edward F. Cline : Carlos
- 1946 : Le Fil du rasoir (The Razor's Edge) d'Edmund Goulding : le concierge de l'immeuble de Larry
- 1946 : Du burlesque à l'opéra (Two Sisters from Boston) d'Henry Koster : un commis de cuisine
- 1946 : L'Emprise (Of Human Bondage) d'Edmund Goulding : un artiste
- 1947 : Passion immortelle (Song of Love) de Clarence Brown : un valet
- 1947 : Le Charlatan (Nightmare Alley) d'Edmund Goulding : un serveur
- 1948 : Arc de Triomphe (Arch of Triumph) de Lewis Milestone : Alois
- 1948 : Ombres sur Paris (To the Victor) de Delmer Daves : un serveur
- 1948 : Jeanne d'Arc (Joan of Arc) de Victor Fleming : un fermier
- 1948 : Ma vie est une chanson (Words and Music) de Norman Taurog : un serveur
- 1949 : Vive monsieur le maire (The Inspector General) d'Henry Koster : Ladislaus
- 1949 : Madame Bovary (titre original) de Vincente Minnelli : un aubergiste
- 1950 : Le Chant de la Louisiane (The Toast of New Orleans) de Norman Taurog : un comparse du maire
- 1950 : Maman est à la page (Let's Dance) de Norman Z. McLeod : un chauffeur
- 1950 : Le Violent (In a Lonely Place) de Nicholas Ray : un serveur
- 1950 : La Rue de la gaieté (Wabash Avenue) d'Henry Koster : un serveur français
- 1951 : Riche, jeune et jolie (Rich, Young and Pretty) de Norman Taurog : Pierre, un serveur
- 1951 : The Lady Says No de Frank Ross : le barman du Wharf Rat Cafe
- 1951 : Un Américain à Paris (An American in Paris) de Vincente Minnelli : François
- 1952 : La Veuve joyeuse (The Merry Widow) de Curtis Bernhardt : un chauffeur de taxi
- 1952 : Les Neiges du Kilimandjaro (The Snows of the Kilimanjaro) d'Henry King : un serviteur
- 1952 : Avril à Paris (April in Paris) de David Butler : un serveur
- 1953 : Vicky (Scandal at Scourie) de Jean Negulesco : un barman
- 1953 : Les hommes préfèrent les blondes (Gentlemen Prefer Blondes) d'Howard Hawks : Pierre, un chauffeur de taxi
- 1954 : Rhapsodie (Rhapsody) de Charles Vidor : un serveur au Ritz Bar
- 1954 : C'est pas une vie, Jerry (Living It Up) de Norman Taurog : le concierge
- 1955 : So This Is Paris de Richard Quine : Emil
- 1955 : Mélodie interrompue (Interrupted Melody) de Curtis Bernhardt : un employé d'hôtel français
- 1957 : Les Girls (titre original) de George Cukor : le français somnolent
- 1958 : 10, rue Frederick (The North Frederick) de Philip Dunne : un serveur
- 1959 : L'Homme qui comprend les femmes (The Man Who Understood Women) de Nunnally Johnson : Robert, un serveur
- 1963 : T'es plus dans la course, papa ! (Come Blow Your Horn) de Bud Yorkin : un chauffeur de taxi

### Télévision
(séries)
- 1951 : Cisco Kid (The Cisco Kid), saison 2, épisode 6 Medicine Man Show et épisode 13 Ride On : un homme de main
- 1958 : Perry Mason, saison 1, épisode 22 La Femme futée (The Case of the Fugitive Nurse) de László Benedek : Frederick
- 1963 : Combat ! (Combat!)
  - Saison 1, épisode 30 The Walking Wounded de Burt Kennedy : le vieux français
  - Saison 2, épisode 15 The Party : le vieil homme